# Instituto Paul Scherrer

Logotipo del Instituto Paul Scherrer

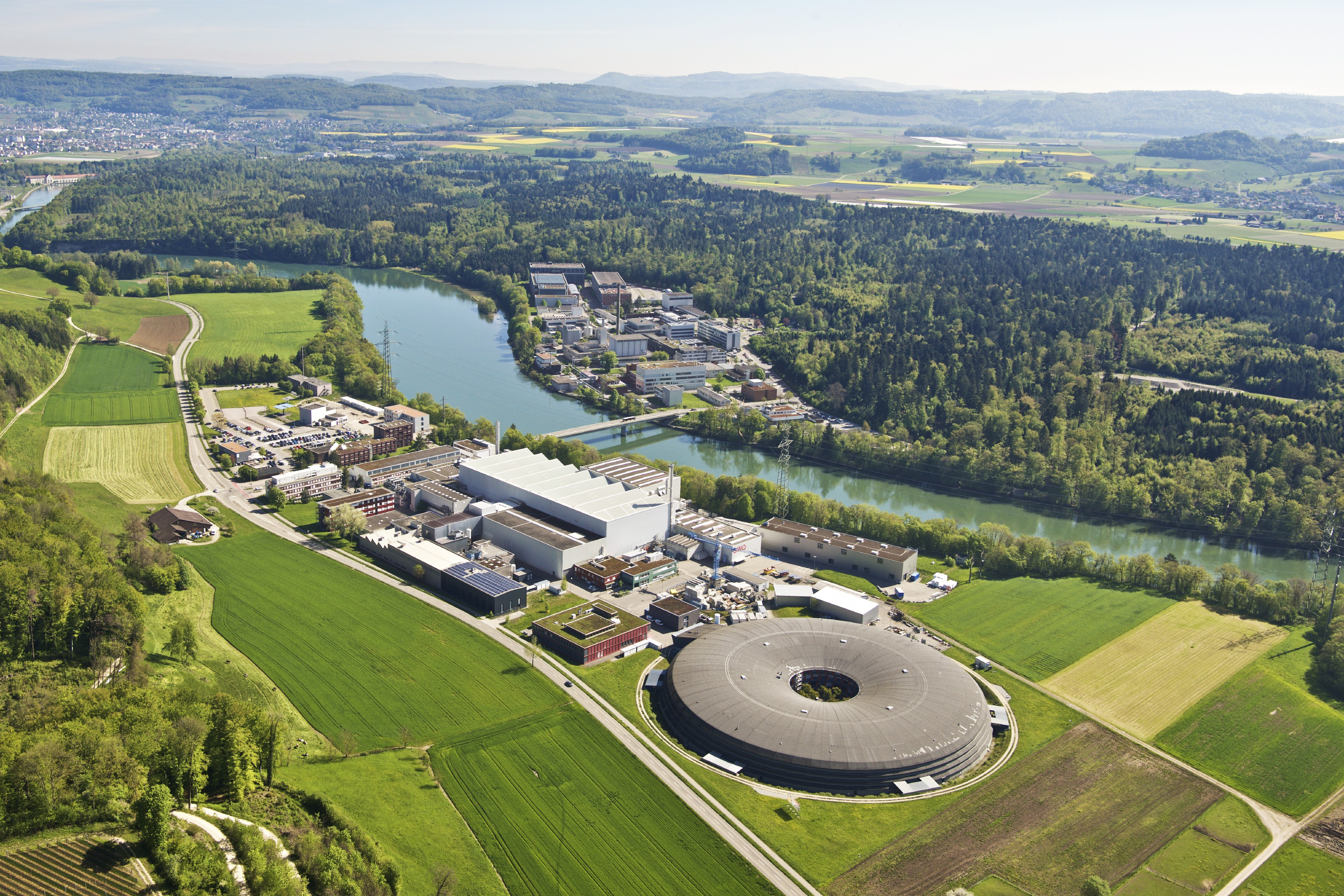
El PSI se localiza en ambas orillas del río Aar, en el cantón de Argovia (Suiza)

El Instituto Paul Scherrer (nombre original: Paul Scherrer Institut; PSI) es un organismo de investigación multidisciplinario ubicado en Suiza. Dedicado a los campos de las ciencias naturales y de la ingeniería física, se localiza en el cantón de Argovia, en los municipios de Villigen y Würenlingen (a ambos lados del río Aar), y ocupa una superficie de más de 35 hectáreas. Al igual que la Escuela Politécnica Federal de Zúrich y la Escuela Politécnica Federal de Lausana (EPFL), el PSI pertenece al Dominio de los Institutos Federales de Tecnología de Suiza, dependiente de la Confederación Suiza. El PSI emplea a unas 2.100 personas. Realiza investigación básica y aplicada en los campos de la materia y de los materiales, la salud humana, y la energía y el medio ambiente. Aproximadamente el 37% de las actividades de investigación del PSI se centran en las ciencias de los materiales, el 24% en las ciencias de la vida, el 19% en la energía en general, el 11% en la energía y la seguridad nucleares y el 9% en la física de partículas.
Desarrolla, construye y opera instalaciones de investigación grandes y complejas, y las pone a disposición de las comunidades científicas nacionales e internacionales. En 2017, por ejemplo, más de 2.500 investigadores de 60 países diferentes acudieron al PSI para aprovechar la concentración de instalaciones de investigación a gran escala en el mismo lugar, única en el mundo. Cada año se llevan a cabo unos 1.900 experimentos en las aproximadamente 40 estaciones de medición de estas instalaciones.
En los últimos años, el instituto ha sido uno de los mayores receptores de dinero del fondo de loterías suizo.

## Historia
| Periodo                     | Director                    |
| 1988–1990                   | Jean-Pierre Blaser          |
| 1990–1991                   | Anton Menth                 |
| 1991–1992                   | Wilfred Hirt (interino)     |
| 1992–2002                   | Meinrad Eberle              |
| 2002–2007                   | Ralph Eichler               |
| 2007–2008                   | Martin Jermann (interino)   |
| 2008–2018                   | Joël Mesot                  |
| 2019–2020                   | Thierry Strässle (interino) |
| Desde el 1 de abril de 2020 | Christian Rüegg             |

El instituto, que lleva el nombre del físico suizo Paul Scherrer, se creó en 1988 cuando el EIR (Eidgenössisches Institut für Reaktorforschung, Instituto Federal Suizo para la Investigación de Reactores, fundado en 1960) se fusionó con el SIN (Schweizerisches Institut für Nuklearphysik, Instituto Suizo de Investigaciones Nucleares, fundado en 1968). Los dos institutos, situados en orillas opuestas del río Aar, sirven como centros nacionales de investigación: uno se centra en la energía nuclear y el otro en la física nuclear y de partículas. Con el paso de los años, la investigación en los centros se expandió a otras áreas, y la física nuclear y de reactores ha llegado a representar solo el 11 por ciento del trabajo de investigación en la institución. Desde que Suiza decidió en 2011 eliminar progresivamente la energía nuclear, esta investigación se ha centrado principalmente en cuestiones de seguridad, como por ejemplo, la forma de almacenar los residuos radiactivos de forma segura en un depósito geológico profundo.
Desde 1984, opera (inicialmente como SIN) el centro de protonterapia para el tratamiento de pacientes con melanomas oculares y otros tumores ubicados en el interior del cuerpo. Hasta 2020, habían sido tratados en el centro más de 9.000 pacientes.
El instituto también participa activamente en la investigación espacial. Por ejemplo, en 1990 los ingenieros del PSI construyeron el detector del telescopio EUVITA para el satélite ruso Spectrum X-G y posteriormente también suministraron a la NASA y a la Agencia Espacial Europea detectores para analizar la radiación en el espacio. En 1992, los físicos del PSI utilizaron espectrometría de masas nuclear y métodos de carbono radiactivo para determinar la edad de Ötzi, la momia encontrada en un glaciar en los Alpes de Ötztal un año antes, a partir de pequeñas muestras de solo unos pocos miligramos de hueso, tejido y hierba. Se analizaron con el acelerador de partículas electrostático TANDEM de Hönggerberg, cerca de Zúrich, que en aquel momento era operado conjuntamente por el ETH de Zúrich y el PSI.
El biólogo estructural británico Venkatraman Ramakrishnan, nacido en la India, recibió en 2009 el Premio Nobel de Química, entre otras cosas, por sus investigaciones en la fuente de luz sincrotrónica de Suiza (SLS), una de las cuatro instalaciones de investigación a gran escala del PSI. Sus investigaciones allí permitieron a Ramakrishnan aclarar cómo son los ribosomas y cómo funcionan a nivel de moléculas individuales. Utilizando la información codificada en los genes, los ribosomas producen proteínas que controlan muchos procesos químicos en los organismos vivos.
En 2010, un equipo internacional de investigadores del PSI utilizó muones negativos para realizar una nueva medición del protón, y descubrió que su radio es significativamente menor de lo que se pensaba anteriormente: 0,84184 femtómetros en lugar de 0,8768. Según informes de prensa, este resultado no solo fue sorprendente, sino que también podría cuestionar los modelos físicos anteriores. Las mediciones solo fueron posibles con el acelerador de protones HIPA de 590 MeV del PSI porque su haz de muones generado secundariamente es el único en todo el mundo que es lo suficientemente intenso como para realizar el experimento.
En 2011, investigadores del PSI y de otros lugares lograron descifrar la estructura básica de la molécula de la proteína rodopsina con ayuda del SLS. Este pigmento óptico actúa como una especie de sensor de luz y desempeña un papel decisivo en el proceso de la visión.
El llamado "detector de píxeles de barril" construido en el PSI fue un elemento central en el detector CMS de la Organización Europea para la Investigación Nuclear de Ginebra y, por lo tanto, participó en la detección del bosón de Higgs. Este descubrimiento, anunciado el 4 de julio de 2012, mereció el Premio Nobel de Física un año después.
En enero de 2016, se transportaron 20 kilogramos de plutonio del PSI a los Estados Unidos. Según un artículo de prensa, el gobierno federal tenía un almacén secreto de plutonio en el que se guardaba el material desde los años 1960 para construir una bomba atómica, como se planeó en aquel momento. El Consejo Federal lo negó, manteniendo que el contenido de plutonio-239 del material en cuestión estaba por debajo del 92 por ciento, lo que significaba que no era apto para fabricar armas atómicas. La idea era más bien utilizar el material obtenido del combustible nuclear reprocesado del reactor de investigación Diorit, que estuvo en funcionamiento entre 1960 y 1977, para desarrollar una nueva generación de tipos de elementos combustibles para centrales nucleares, lo que, sin embargo, nunca llegó a suceder. Cuando en 2011 se decidió eliminar progresivamente la energía nuclear en Suiza, quedó claro que ya no había ningún uso para este material. En la Cumbre de Seguridad Nuclear de 2014, el Consejo Federal decidió cerrar la instalación suiza de almacenamiento de plutonio. Un acuerdo bilateral entre los dos países significó que el plutonio podría transferirse a Estados Unidos para su posterior almacenamiento.
En julio de 2017, se investigó y visualizó la alineación tridimensional de la magnetización dentro de un objeto magnético tridimensional con la ayuda del SLS sin afectar al material. Se espera que la tecnología sea útil para desarrollar mejores imanes, que podrían utilizarse por ejemplo para motores o almacenamiento de datos.
Joël François Mesot, antiguo director del PSI (de 2008 a 2018), fue elegido presidente de la ETH de Zúrich a finales de 2018. Su puesto fue asumido temporalmente por el físico y jefe de personal del PSI, Thierry Strässle, a partir de enero de 2019. El físico Christian Rüegg fue nombrado director del PSI el 1 de abril de 2020. Anteriormente, había sido jefe de la división de investigación de Neutrones y Muones del PSI.
A lo largo de los años se han fundado numerosos organismos a partir del PSI para poner los resultados de sus investigaciones a disposición de la sociedad en general. La mayor empresa derivada, con 120 empleados, es DECTRIS AG, fundada en 2006 en la cercana Baden y especializada en el desarrollo y comercialización de detectores de rayos X. En 1999 se fundó SwissNeutronics AG en Klingnau, que vende componentes ópticos para instalaciones de investigación de neutrones. Cerca del PSI se han instalado varias filiales recientes del instituto, como el fabricante de armazones de metal-orgánicos novoMOF, o el desarrollador de fármacos leadXpro, en el parque Innovaare, que fue fundado en 2015 con el apoyo de varias empresas y del cantón de Aargau.

## Áreas de investigación y especialidades

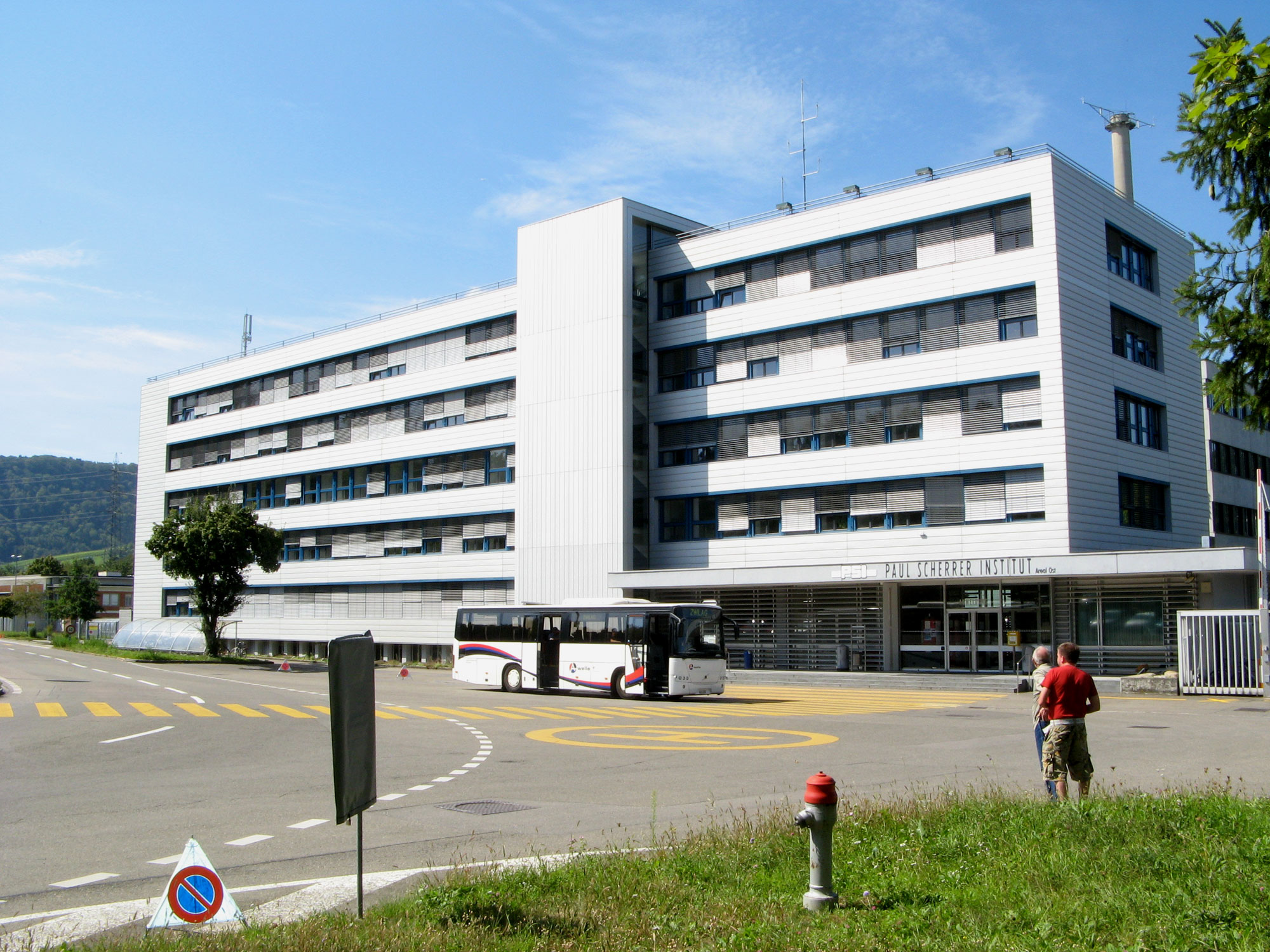
Edificio administrativo en Würenlingen, en el lado este del emplazamiento del PSI

El PSI desarrolla, construye y opera varios aceleradores de partículas, como por ejemplo un ciclotrón de 590 MeV, que en funcionamiento normal suministra una corriente de haz de aproximadamente 2,2 mA. También gestiona cuatro grandes centros de investigación: una fuente de luz sincrotrónica (SLS), especialmente brillante y estable, una fuente de neutrones por espalación (SINQ), una fuente de muones (SµS) y un láser de rayos X de electrones libres (SwissFEL). Esto convirtió al PSI en 2020 en el único instituto del mundo que disponía de las cuatro sondas más importantes para investigar la estructura y dinámica de la materia condensada (neutrones, muones y radiación sincrotrónica) en un campus para la comunidad internacional de usuarios. Además, las instalaciones objetivo del HIPA también producen piones que alimentan la fuente de muones, y la fuente de neutrones ultrafríos UCN produce partículas muy lentas. Todos estos dispositivos se utilizan para la investigación en física de partículas.
La investigación en el PSI se lleva a cabo con la ayuda de estas instalaciones. Sus áreas de interés incluyen:

### Materia y materiales
Todos los materiales están formados por átomos. La interacción de los átomos y su disposición determinan las propiedades de cada material. La mayoría de los investigadores en el campo de la materia y los materiales del PSI quieren saber más sobre cómo se relaciona la estructura interna de diferentes materiales con sus propiedades observables. La investigación fundamental en esta área contribuye al desarrollo de nuevos materiales con una amplia gama de aplicaciones, por ejemplo en ingeniería eléctrica, medicina, telecomunicaciones, movilidad, nuevos sistemas de almacenamiento de energía, computación cuántica y espintrónica. Los fenómenos investigados incluyen la superconductividad, el ferromagnetismo y el antiferromagnetismo, fluidos con espín cuántico y aislantes topológicos.
Los neutrones se utilizan intensamente en la investigación de materiales en el PSI porque permiten un acceso único y no destructivo al interior de los materiales en una escala que va desde el tamaño de átomos hasta objetos de un centímetro de largo. Por lo tanto, sirven como sondas ideales para desarrollar temas de investigación fundamentales y aplicados, como los sistemas de espín cuántico y su potencial de aplicación en futuras tecnologías informáticas, las funcionalidades de membranas lipídicas complejas y su uso para el transporte y la liberación selectiva de sustancias farmacológicas, así como la estructura de nuevos materiales para el almacenamiento de energía como componentes clave en redes energéticas inteligentes.
En física de partículas, los investigadores del PSI están investigando la estructura y las propiedades de las capas más internas de la materia y lo que las mantiene unidas. Muones, piones y neutrones ultrafríos se utilizan para probar el modelo estándar de la física de partículas elementales, para determinar las constantes naturales fundamentales y para probar teorías que van más allá del modelo estándar. La física de partículas en el PSI tiene muchos récords, incluida la determinación más precisa de la constante de acoplamiento de la interacción débil y la medición más precisa del radio nuclear del protón. Algunos experimentos tienen como objetivo encontrar efectos que no están previstos en el Modelo Estándar, pero que podrían corregir inconsistencias en la teoría o resolver problemas ligados a fenómenos inexplicables de la astrofísica y la cosmología. Sus resultados hasta el momento concuerdan con el modelo estándar. Los ejemplos incluyen el límite superior medido en el experimento MEG de la hipotética desintegración de muones positivos en positrones y fotones, así como el límite permanente del momento dipolar de los neutrones.
Los muones no solo son útiles en la física de partículas, sino también en la física del estado sólido y la ciencia de los materiales. El método de espectroscopía de espín de muones (µSR) se utiliza para investigar las propiedades fundamentales de materiales magnéticos y superconductores, así como de semiconductores, aislantes y estructuras semiconductoras, incluidas aplicaciones tecnológicamente relevantes, como las células solares.

### Energía y medioambiente
Los investigadores del PSI están abordando todos los aspectos del uso de la energía con el objetivo de hacer que el suministro de energía sea más sostenible. Las áreas de enfoque incluyen: nuevas tecnologías para energías renovables, almacenamiento de energía de bajas pérdidas, eficiencia energética, combustión baja en contaminación, pilas de combustible, evaluación experimental y basada en modelos de los ciclos de energía y materiales, impactos ambientales de la producción y el consumo de energía, e investigación sobre la energía nuclear, especialmente la seguridad de los reactores y la gestión de los residuos radiactivos.
El PSI opera la plataforma experimental ESI (Energy System Integration) para responder a preguntas específicas sobre el almacenamiento de energía estacional y acoplamiento de sectores. La plataforma se puede utilizar en la investigación y la industria para probar enfoques prometedores para integrar energías renovables en el sistema energético, por ejemplo, almacenar el exceso de electricidad de origen solar o eólica en forma de hidrógeno o metano.
En el PSI se desarrolló y probó con éxito un método para extraer significativamente más gas metano de los residuos biológicos con ayuda de la plataforma ESI junto con la empresa energética Zurich Energie 360°. El equipo recibió el Watt d'Or 2018 de la Oficina Federal Suiza de Energía.
En PSI también mantiene una plataforma para la investigación de catalizadores. La catálisis es un componente central en varios procesos de conversión de energía, por ejemplo en las pilas de combustible, electrólisis del agua y metanación de dióxido de carbono.
Para comprobar las emisiones contaminantes de distintos procesos de producción de energía y el comportamiento de las sustancias correspondientes en la atmósfera, el PSI también utiliza una cámara de niebla.
Otro campo de investigación en el PSI es el de los efectos de la producción de energía en la atmósfera a nivel local, incluidos los Alpes, las regiones polares de la Tierra y China.
La División de Seguridad y Energía Nuclear se dedica a mantener un buen nivel de experiencia nuclear y, por lo tanto, formar a los científicos e ingenieros en la tecnología y los procedimientos de la energía nuclear. Por ejemplo, mantiene uno de los pocos laboratorios en Europa para investigar barras de combustible nuclear en reactores comerciales. La división trabaja en estrecha colaboración con la Escuela Politécnica Federal de Zúrich, la EPFL y la Universidad de Berna, utilizando, por ejemplo, sus ordenadores de alto rendimiento o el reactor de investigación CROCUS de la EPFL.

### Salud humana
El PSI es una de las instituciones líderes a nivel mundial en la investigación y aplicación de protonterapia para el tratamiento del cáncer. Desde 1984, el Centro de Terapia de Protones trata con éxito a pacientes con cáncer con una forma especial de radioterapia. Hasta el año 2020, se han irradiado más de 7500 pacientes con tumores oculares. La tasa de éxito de la terapia ocular utilizando la instalación OPTIS es superior al 98 por ciento.
En 1996, se equipó por primera vez una unidad de irradiación (Gantry 1) para utilizar la llamada técnica de escaneo de protones desarrollada en el PSI. Con esta técnica, los tumores profundos del cuerpo se escanean tridimensionalmente con un haz de protones de aproximadamente 5 a 7 mm de ancho. Al superponer muchos puntos de protones individuales (alrededor de 10.000 puntos por litro de volumen), el tumor queda expuesto uniformemente a la dosis de radiación necesaria, que se controla individualmente para cada punto. Esto permite una irradiación extremadamente precisa y homogénea que se adapta de forma óptima a la forma habitualmente irregular del tumor. La técnica permite preservar la mayor cantidad posible de tejido sano circundante. El primer pórtico estuvo en funcionamiento para pacientes desde 1996 hasta finales de 2018. En 2013 entró en funcionamiento el pórtico 2 desarrollado en el PSI, y a mediados de 2018 se inauguró otra estación de tratamiento, el pórtico 3.
En el ámbito de la radiofarmacia, la infraestructura del PSI cubre todo el espectro. En particular, los investigadores del PSI están abordando tumores muy pequeños distribuidos por todo el cuerpo, que no pueden tratarse con las técnicas habituales de radioterapia. Sin embargo, con la ayuda de los aceleradores de protones y la fuente de neutrones SINQ, en el PSI se han producido nuevos radionucleidos de aplicación médica. Cuando se combinan para la terapia con biomoléculas especiales, llamadas anticuerpos, se pueden formar moléculas terapéuticas para detectar de forma selectiva y específica las células tumorales, que se marcan con un isótopo radiactivo. Su radiación puede localizarse con técnicas de imagen como tomografía computarizada de emisión monofotónica o PET, lo que permite el diagnóstico de tumores y sus metástasis. Además, se puede dosificar de modo que también destruya las células tumorales. En el PSI se han desarrollado varias sustancias radiactivas de este tipo, que se estaban probando en ensayos clínicos, en estrecha colaboración con universidades, clínicas y la industria farmacéutica. El PSI también suministra radiofármacos a los hospitales locales si es necesario.
Desde la inauguración en Suiza de la fuente de luz sincrotrónica (SLS), la biología estructural ha sido otro foco de investigación en el campo de la salud humana. Aquí se investigan la estructura y la función de las biomoléculas, preferiblemente con resolución atómica. Los investigadores del PSI se ocupan principalmente de las proteínas. Cada célula viva necesita multitud de estas moléculas para, por ejemplo, poder metabolizar, recibir y transmitir señales o dividirse. El objetivo es comprender mejor estos procesos vitales y así poder tratar o prevenir enfermedades de forma más eficaz.
En el PSI se investiga, por ejemplo, la disposición de estructuras filamentosas, los llamados microtúbulos, que, entre otras cosas, separan los cromosomas durante la división celular. Están formados por largas cadenas de proteínas. Cuando se utiliza quimioterapia para tratar el cáncer, se altera el ensamblaje o la ruptura de estas cadenas, de modo que las células cancerosas ya no pueden dividirse. Los investigadores están observando de cerca la estructura de estas proteínas y cómo cambian para descubrir exactamente dónde tienen que atacar los microtúbulos los medicamentos contra el cáncer. Con la ayuda del láser de rayos X de electrones libres SwissFEL del PSI, inaugurado en 2016, los investigadores han podido analizar procesos dinámicos en biomoléculas con una resolución temporal extremadamente alta: menos de una billonésima de segundo (picosegundo). Por ejemplo, han detectado cómo determinadas proteínas de los fotorreceptores de la retina de nuestros ojos se activan con la luz.

## Aceleradores y grandes instalaciones de investigación en el PSI

### Instalación del acelerador de protones
Mientras que el acelerador de protones del PSI, que entró en servicio en 1974, se utilizaba principalmente en los primeros días para la física de partículas elementales, posteriormente la atención se ha centrado en aplicaciones para la física del estado sólido, radiofármacos y terapia contra el cáncer. Desde que comenzó a funcionar, se ha desarrollado constantemente y su rendimiento actual es de hasta 2,4 mA, que es 24 veces mayor que los 100 µA iniciales. Por este motivo, la instalación se considera ahora un acelerador de protones de alto rendimiento, o HIPA (acelerador de protones de alta intensidad), para abreviar. Básicamente, consta de tres aceleradores en serie: el Cockcroft-Walton, el ciclotrón de inyector-2 y el ciclotrón de anillo. Aceleran los protones a alrededor del 80 por ciento de la velocidad de la luz.

#### Fuente de protones y generador Cockcroft-Walton
En una fuente de protones basada en la resonancia ciclotrónica, las microondas se utilizan para extraer electrones de los átomos de hidrógeno. Lo que queda son los núcleos atómicos de hidrógeno, cada uno de los cuales consta de un solo protón. Estos protones abandonan la fuente con un potencial de 60 kilovoltios y luego son sometidos a otra tensión de 810 kilovoltios en un tubo acelerador. Ambos voltajes son suministrados por un generador Cockcroft–Walton. Con un total de 870 kilovoltios, los protones se aceleran a una velocidad de 46 millones de kilómetros por hora o el 4 por ciento de la velocidad de la luz. Los protones luego se introducen en el Inyector-2.

##### Inyector-1
Con el Inyector 1, se podrían alcanzar corrientes operativas de 170 µA y corrientes máximas de 200 µA. También se utilizó para experimentos de baja energía, para la terapia ocular OPTIS y para el experimento LiSoR en el proyecto MEGAPIE. Desde el 1 de diciembre de 2010, este anillo acelerador se encuentra fuera de funcionamiento.

##### Inyector-2
El Injector-2, que fue encargado en 1984 y desarrollado por lo que entonces era el SIN, reemplazó al Injector-1 como sistema de inyección para el ciclotrón de anillo de 590 MeV. Inicialmente, era posible operar el Inyector-1 y el Inyector-2 alternativamente, pero después pasó a usarse solo el Inyector-2 para alimentar con un haz de protones al anillo. El nuevo ciclotrón ha permitido aumentar la corriente del haz de 1 a 2 mA, que fue el valor récord absoluto de los años 1980. En la década de 2020, el Inyector-2 ofrecía un haz de ≈ 2,2 mA en funcionamiento de rutina y 2,4 mA en funcionamiento de alta corriente a 72 MeV, que es aproximadamente el 38 por ciento de la velocidad de la luz.
Originalmente se utilizaban dos resonadores a 150 MHz en modo plano para permitir una clara separación de las órbitas de los protones, pero ahora también se utilizan para la aceleración. Parte del haz de protones de 72 MeV extraído se puede dividir para la producción de isótopos, mientras que la parte principal se introduce en el ciclotrón en anillo para obtener una mayor aceleración.

##### Anillo
Al igual que el Injector-2, el ciclotrón de anillo, que tiene una circunferencia de unos 48 m, entró en funcionamiento en 1974. Fue desarrollado especialmente en el SIN y se encuentra en el corazón de las instalaciones del acelerador de protones del PSI. Los protones son acelerados al 80 por ciento de la velocidad de la luz en el recorrido de aproximadamente 4 kilómetros de longitud que los protones recorren dentro del anillo al darle 186 vueltas. Esto corresponde a una energía cinética de 590 MeV. Solo existen tres anillos de este tipo en todo el mundo, a saber: el TRIUMF en Vancouver, Canadá; Los Alamos Neutron Science Center en Los Álamos, EE. UU.; y el del PSI. El ciclotrón TRIUMF solo ha alcanzado corrientes de haz de 500 µA y el LAMPF de 1 mA.
Además de las cuatro cavidades originales, en 1979 se añadió una quinta cavidad más pequeña. Funciona a 150 megahercios como una cavidad de superficie plana y ha permitido un aumento significativo en el número de partículas extraídas. Desde 2008, todas las antiguas cavidades de aluminio del ciclotrón de anillo han sido reemplazadas por nuevas cavidades de cobre, que permiten mayores amplitudes de tensión y, por lo tanto, una mayor aceleración de los protones por revolución. De este modo se pudo reducir el número de revoluciones de los protones en el ciclotrón de aproximadamente 200 a 186, y la distancia recorrida por los protones en el ciclotrón disminuyó de 6 km a 4 km. Con una corriente de haz de 2,2 mA, esta instalación de protones pasó a ser la más potente del mundo. Su haz de protones de 1,3 MW se dirige hacia la fuente de muones (SμS) y hacia la fuente de neutrones de espalación (SINQ).

### Fuente suiza de muones (SμS)
En medio de la gran sala experimental, el haz de protones del ciclotrón de anillos choca contra dos objetivos con forma de anillos de carbono. Durante las colisiones de los protones con los núcleos atómicos de carbono, primero se forman piones y luego, después de aproximadamente 26 milmillonésimas de segundo, se desintegran en muones. A continuación, los imanes dirigen estos muones a los instrumentos utilizados en la ciencia de materiales y la física de partículas. Gracias a la enorme corriente de protones del ciclotrón en anillo, la fuente de muones es capaz de generar los rayos de muones más intensos del mundo, que permiten a los investigadores realizar experimentos en física de partículas y ciencia de materiales que no se pueden llevar a cabo en ningún otro lugar.
La Fuente Suiza de Muones (SμS) tiene siete líneas de luz que los científicos pueden utilizar para investigar diversos aspectos de la física moderna. Algunos científicos de materiales los utilizan para experimentos con espectroscopía de espín de muones. El PSI es el único lugar en el mundo donde está disponible un haz de muones de intensidad suficiente con una energía muy baja de solo unos pocos kiloelectrón voltios, gracias a la alta intensidad de muones de la Fuente de Muones y a un proceso especial. Los muones resultantes son lo suficientemente lentos como para usarse para analizar capas delgadas de material y superficies. Seis estaciones de medición (FLAME -a partir de 2021-, DOLLY, GPD, GPS, HAL-9500 y LEM) con instrumentos para una amplia gama de aplicaciones están disponibles para dichas investigaciones.
Los físicos de partículas están utilizando algunas de las líneas de luz para realizar mediciones de alta precisión para probar los límites del modelo estándar.

### Fuente suiza de neutrones por espalación (SINQ)
La fuente de neutrones SINQ, que ha estado en funcionamiento desde 1996, fue la primera y sigue siendo la más potente de su tipo. Ofrece un flujo de neutrones continuo de 1014 n cm−2s−1. En el SINQ, los protones del gran acelerador de partículas colisionan con un objetivo de plomo y extraen los neutrones de los núcleos de plomo, dejándolos disponibles para experimentos. Además de neutrones térmicos, un moderador de deuterio líquido también permite la producción de neutrones lentos, que tienen un espectro de energía más bajo.
El objetivo MEGAPIE (Megawatt Pilot-Experiment) entró en funcionamiento en el verano de 2006. Al reemplazar el objetivo sólido por un objetivo hecho de plomo-bismuto eutéctico, el rendimiento de neutrones podría aumentarse en aproximadamente otro 80%.
Dado que sería muy costoso deshacerse del objetivo MEGAPIE, en 2009 el PSI decidió no producir otro objetivo similar y, en cambio, desarrollar aún más el objetivo sólido, ya que ya había demostrado su eficacia. Según los resultados del proyecto MEGAPIE, fue posible obtener un aumento casi igual en el rendimiento de neutrones para el funcionamiento con un objetivo sólido.
El SINQ fue una de las primeras instalaciones en utilizar sistemas de guía óptica especialmente desarrollados para transportar neutrones lentos. Los conductos de vidrio recubiertos de metal guían los neutrones a distancias más largas (unas pocas decenas de metros) mediante una reflexión total, análoga a la conducción de la luz en las fibras de vidrio, con una baja pérdida de intensidad. La eficiencia de estas guías de neutrones ha aumentado constantemente con los avances en la tecnología de fabricación. Por este motivo, el PSI decidió llevar a cabo una actualización integral en 2019. Cuando el SINQ volviese a estar operativo en el verano de 2020, podría proporcionar, en promedio, cinco veces más neutrones para experimentos y, en un caso especial, incluso 30 veces más. Los 15 instrumentos del SINQ no solo se utilizan para proyectos de investigación del PSI, sino que también están disponibles para usuarios nacionales e internacionales.

### Fuente de neutrones ultrafríos (UCN)
Desde 2011, el PSI también opera una segunda fuente de neutrones de espalación para la generación de neutrones ultrafríos (UCN). A diferencia del SINQ, es pulsado y utiliza el haz completo del HIPA, pero normalmente solo durante 8 segundos cada 5 minutos. El diseño es similar al del SINQ. Sin embargo, para enfriar los neutrones utiliza como moderador frío deuterio congelado a una temperatura de 5 Kelvin (correspondiente a -268 grados Celsius). El UCN generado se puede almacenar en la instalación y observar durante unos minutos en experimentos.

### Ciclotrón COMET
Este ciclotrón superconductor de 250 MeV se utiliza desde 2007 para la terapia de protones y proporciona el haz para el tratamiento de tumores en pacientes con cáncer. Fue el primer ciclotrón superconductor del mundo utilizado para terapia de protones. Inicialmente se separaba para ello una parte del haz de protones del ciclotrón de anillo, pero desde 2007 el centro médico pasó a producir de forma independiente su propio haz de protones, que suministra varias estaciones de irradiación para terapia. Mientras tanto, también se han mejorado otros componentes de la instalación, los equipos periféricos y los sistemas de control, de modo que la instalación está disponible más del 98 por ciento del tiempo con más de 7.000 horas de funcionamiento al año.

### Fuente de Luz Suiza (SLS)
La Fuente de Luz Suiza (SLS), un sincrotrón de electrones, está en funcionamiento desde el 1 de agosto de 2001. Funciona como una especie de equipo y microscopio de rayos X, combinados para detectar una amplia variedad de sustancias. En la estructura circular, los electrones se mueven en una trayectoria circular de 288 m de circunferencia, emitiendo radiación sincrotrónica en una dirección tangencial. En total, 350 imanes mantienen el haz de electrones en su trayectoria y lo enfocan. Las cavidades de aceleración aseguran que la velocidad del haz permanezca constante.
Desde 2008, el SLS es el acelerador con el haz de electrones más fino del mundo. Los investigadores y técnicos del PSI han estado trabajando en esto durante ocho años y han ajustado repetidamente cada uno de los muchos imanes. El SLS ofrece un espectro muy amplio de radiación sincrotrónica, desde luz infrarroja hasta rayos X duros. Esto permite a los investigadores tomar fotografías microscópicas del interior de objetos, materiales y tejidos para, por ejemplo, mejorar materiales o desarrollar fármacos.
En 2017, un nuevo instrumento del SLS permitió por primera vez observar el interior de un chip de ordenador sin destruirlo. Se hicieron visibles estructuras como líneas eléctricas estrechas de 45 nanómetros y transistores de 34 nanómetros de alto. Esta tecnología permite a los fabricantes de chips, por ejemplo, comprobar más fácilmente si sus productos cumplen las especificaciones establecidas.
Posteriormente, bajo el título provisional de "SLS 2.0", se estaba planificando modernizar el SLS y crear así una fuente de luz sincrotrónica de cuarta generación.

### SwissFEL
El láser de electrones libres SwissFEL fue inaugurado oficialmente el 5 de diciembre de 2016 por el Consejero Federal Johann Schneider-Ammann. En 2018 entró en funcionamiento la primera línea de luz, denominada ARAMIS. La segunda línea de luz, denominada ATHOS, está prevista para otoño de 2020. En todo el mundo, solo hay en funcionamiento cuatro instalaciones comparables.

## Centro de formación
El Centro Educativo del PSI tiene más de 30 años de experiencia en capacitación y educación superior en campos técnicos e interdisciplinarios. Forma a más de 3.000 participantes anualmente.
El centro ofrece una amplia gama de cursos de formación básica y avanzada tanto para profesionales como para otras personas que trabajan con radiaciones ionizantes o materiales radiactivos. Los cursos, en los que los participantes adquieren los conocimientos pertinentes, están reconocidos por la Oficina federal de salud pública (FOPH) y la Inspección Federal Suiza de Seguridad Nuclear (ENSI).
También imparte cursos de formación básicos y avanzados para el personal del PSI y las personas interesadas del dominio de la ETH. Desde 2015 también se realizan cursos sobre desarrollo de recursos humanos (como manejo de conflictos, talleres de liderazgo, comunicación y habilidades transferibles).

## Cooperación con la industria
El PSI posee alrededor de 100 familias de patentes activas. Por ejemplo, en medicina, cuenta con técnicas de investigación para la terapia de protones contra el cáncer o para la detección de priones, la causa de la encefalopatía espongiforme bovina. Otras familias de patentes se encuentran en el campo de la fotociencia, con procesos especiales de litografía para estructurar superficies, en las ciencias ambientales para el reciclaje de tierras raras, para catalizadores o para la gasificación de biomasa, en las ciencias de materiales y en otros campos. La PSI mantiene su propia oficina de transferencia de tecnología para patentes.
Por ejemplo, se han concedido patentes para detectores utilizados en cámaras de rayos X de alto rendimiento desarrolladas para la fuente de luz sincrotrónica suiza SLS, que pueden utilizarse para investigar materiales a nivel atómico. Estos trabajos sirvieron de base para la fundación de la empresa DECTRIS, la mayor empresa derivada surgida hasta la fecha del PSI. En 2017, la empresa Debiopharm, con sede en Lausana, obtuvo la licencia del principio activo 177Lu-PSIG-2, desarrollado en el Centro de Ciencias Radiofarmacéuticas del PSI. Esta sustancia es eficaz en el tratamiento de un tipo de cáncer de tiroides. Se seguirá desarrollando bajo el nombre de DEBIO 1124 con el objetivo de aprobarlo y prepararlo para su lanzamiento al mercado. Otra empresa derivada del PSI, GratXray, trabaja con un método basado en contrastes de fase en interferometría reticular. El método se desarrolló originalmente para caracterizar la radiación sincrotrónica y se espera que se convierta en el estándar en la detección del cáncer de mama. La nueva tecnología ya se ha utilizado en un prototipo que el PSI desarrolló en colaboración con Philips.